# مايك ميلنر
مايك ميلنر (بالإنجليزية: Mike Milner)‏ (21 سبتمبر 1939 بكينغستون أبون هال في المملكة المتحدة - ) هو لاعب كرة قدم بريطاني في مركز الدفاع. لعب مع برادفورد سيتي وستوكبورت كونتي وهال سيتي ونادي جوول ‏ ونادي بارو.